# جيريمي بييل
جيريمي بييل (بالإنجليزية: Jeremy Beal)‏ هو لاعب كرة قدم أمريكية أمريكي، ولد في 2 ديسمبر 1987 في كارولتون في الولايات المتحدة.

## وصلات خارجية
- جيريمي بييل على موقع مرجع كرة القدم المحترفة.كوم (الإنجليزية)